# Ghoti
Ghoti  — шуточное альтернативное написание английского слова fish (рыба), которое демонстрирует непоследовательность английского правописания.

## Толкование
Это слово, по замыслу автора, должно произноситься так же, как и fish ([ˈfɪʃ]), включая следующие звуки:
- gh, произносимое [f] как в слове tough (крепкий) [tʌf];
- o, произносимое [ɪ] как в women (женщины) [ˈwɪmɪn]; и
- ti, произносимое [ʃ] как в nation (нация) [ˈneɪʃən].

Однако лингвисты от такой последовательности букв ожидают, что данное слово будет произноситься иначе — "goaty" ['gəutɪ]. К примеру, буквы «gh» не произносятся как /f/ в начале слова, а буква "o" обозначает [ɪ] только в слове women.

## История
Слово ghoti, как установил американский лингвист Бен Зиммер, впервые встречается в опубликованной в 1874 году переписке писателя Ли Ханта и его издателя Чарльза Оллиера: в письме, датированном 1855 годом, Оллиер сообщает об этом слове как о шуточном изобретении своего 30-летнего сына Уильяма. Как отмечает Зиммер, в середине XIX века такого рода искусственные примеры, доводящие до абсурда исторически обусловленные орфографические особенности английского языка, пользовались спросом и популярностью: в частности, А. Дж. Эллис, аргументируя в пользу решительной орфографической реформы, в 1845 г. предложил для слова servant (слуга) возможное написание psourrphuakntw.
Ghoti часто приводится сторонниками реформы английского правописания и приписывается Джорджу Бернарду Шоу, который также её поддерживал. Однако в произведениях Шоу это слово не встречается, а одна из его биографий приписывает авторство ghoti анонимному реформатору правописания.
Существуют и другие подобные слова, показывающие сложность и противоречивость английской орфографии, но именно ghoti наиболее широко известно.